# 막스웰 코르네
냘리 알베르 막스웰 코르네(프랑스어: Gnaly Albert Maxwel Cornet, 1996년 9월 27일 ~)은 코트디부아르의 축구 선수로 현재 이탈리아 세리에 A의 제노아에서 윙어와 레프트 백으로 뛰고 있다.